# خدای عشق (فیلم ۱۹۹۱)
خدای عشق (به هندی: Pyar Ka Devta) فیلمی محصول سال ۱۹۹۱ و به کارگردانی کی. باپایا است. در این فیلم بازیگرانی همچون میتون چاکرابورتی، مادهوری دیکشیت، نیروپا روی، موشومی چاترجی، آریونا ایرانی، آسرانی، شاکتی کاپور، روپا گانگولی، سورش اوبروی ایفای نقش کرده‌اند.